# Rhagonycha vartiani
Rhagonycha vartiani is een keversoort uit de familie soldaatjes (Cantharidae). De wetenschappelijke naam van de soort werd in 1993 gepubliceerd door Svihla.